# 32. Szaturnusz-gála
A 32. Szaturnusz-gála a 2005-ös év legjobb filmes és televíziós sci-fi, horror és fantasy alakításait értékelte. A díjátadót 2006. május 2-án tartották a kaliforniai Universal City Hilton Hotelben, a rendezvény házigazdája Jeffrey Ross volt.

## Győztesek és jelöltek
Forrás:

### Film
| Legjobb akciófilm, kalandfilm vagy filmthriller | Legjobb fantasyfilm |
| --- | --- |
| - Sin City – A bűn városa - Légcsavar - Erőszakos múlt - Durr, durr és csók - Mr. és Mrs. Smith - Oldboy - Éjszakai járat | - Batman: Kezdődik! - Charlie és a csokigyár - Narnia Krónikái: Az oroszlán, a boszorkány és a ruhásszekrény - Harry Potter és a Tűz Serlege - King Kong - Zathura – Az űrfogócska |
| Legjobb horrorfilm | Legjobb sci-fi-film |
| - Ördögűzés Emily Rose üdvéért - Constantine, a démonvadász - Holtak földje - Fűrész II. - A titkok kulcsa - Wolf Creek – A haláltúra | - Star Wars III. rész – A Sith-ek bosszúja - Fantasztikus Négyes - A sziget - A fiók - Serenity - Világok harca |
| Legjobb animációs film | Legjobb rendező |
| - A halott menyasszony - Csodacsibe - PiROSSZka – A jó, a rossz, a farkas, MEGAnagyi - A vándorló palota - Madagaszkár - Wallace és Gromit és az elvetemült veteménylény | - Peter Jackson - King Kong - Andrew Adamson - Narnia Krónikái: Az oroszlán, a boszorkány és a ruhásszekrény - George Lucas - Star Wars III. rész – A Sith-ek bosszúja - Mike Newell - Harry Potter és a Tűz Serlege - Christopher Nolan - Batman: Kezdődik! - Steven Spielberg - Világok harca |
| Legjobb forgatókönyv | Legjobb férfi főszereplő |
| - Christopher Nolan, David S. Goyer - Batman: Kezdődik! - Andrew Adamson, Christopher Markus, Stephen McFeely, Ann Peacock - Narnia Krónikái: Az oroszlán, a boszorkány és a ruhásszekrény - Philippa Boyens, Fran Walsh, Peter Jackson - King Kong - Steve Kloves - Harry Potter és a Tűz Serlege - David Koepp - Világok harca - George Lucas - Star Wars III. rész – A Sith-ek bosszúja | - Christian Bale - Batman: Kezdődik! (Bruce Wayne / Batman) - Pierce Brosnan - Matador (Julian Noble) - Hayden Christensen - Star Wars III. rész – A Sith-ek bosszúja (Anakin Skywalker / Darth Vader) - Tom Cruise - Világok harca (Ray Ferrier) - Robert Downey Jr. - Durr, durr és csók (Harold "Harry" Lockhart) - Viggo Mortensen - Erőszakos múlt (Thomas "Tom" Stall) |
| Legjobb női főszereplő | Legjobb férfi mellékszereplő |
| - Naomi Watts - King Kong (Ann Darrow) - Jodie Foster - Légcsavar (Kyle Pratt) - Laura Linney - Ördögűzés Emily Rose üdvéért (Erin Bruner) - Rachel McAdams - Éjszakai járat (Lisa ReisertÖ - Natalie Portman - Star Wars III. rész – A Sith-ek bosszúja (Padmé Amidala) - Tilda Swinton - Narnia Krónikái: Az oroszlán, a boszorkány és a ruhásszekrény (Fehér Boszorkány)                | - Mickey Rourke - Sin City – A bűn városa (Marv) - William Hurt - Erőszakos múlt (Richie Cusack) - Val Kilmer - Durr, durr és csók (Perry van Shrike) - Ian McDiarmid - Star Wars III. rész – A Sith-ek bosszúja (Sheev Palpatine) - Cillian Murphy - Éjszakai járat (Jackson Rippner) - Liam Neeson - Batman: Kezdődik! (Rasz al-Gúl) |
| Legjobb női mellékszereplő | Legjobb fiatal színész |
| - Summer Glau - Serenity (River Tam) - Jessica Alba - Sin City – A bűn városa (Nancy Callahan) - Jennifer Carpenter - Ördögűzés Emily Rose üdvéért (Emily Rose) - Katie Holmes - Batman: Kezdődik! (Rachel Dawes) - Michelle Monaghan - Durr, durr és csók (Harmony Lane) - Gena Rowlands - A titkok kulcsa (Violet Deveraux)                                                              | - Dakota Fanning - Világok harca (Rachel Ferrier) - Alex Etel - Milliók (Damian Cunningham) - Freddie Highmore - Charlie és a csokigyár (Charlie Bucket) - Josh Hutcherson - Zathura – Az űrfogócska (Walter) - William Moseley - Narnia Krónikái: Az oroszlán, a boszorkány és a ruhásszekrény (Peter Pevensie) - Daniel Radcliffe - Harry Potter és a Tűz Serlege (Harry Potter) |
| Legjobb jelmez | Legjobb smink |
| - Isis Mussenden - Narnia Krónikái: Az oroszlán, a boszorkány és a ruhásszekrény - Trisha Biggar - Star Wars III. rész – A Sith-ek bosszúja - Lindy Hemming - Batman: Kezdődik! - Gabriella Pescucci - Charlie és a csokigyár - Terry Ryan - King Kong - Jany Temime - Harry Potter és a Tűz Serlege                                                                                       | - Howard Berger, Nikki Gooley, Greg Nicotero - Narnia Krónikái: Az oroszlán, a boszorkány és a ruhásszekrény - Howard Berger, Greg Nicotero - Holtak földje - Sin City – A bűn városa - Nick Dudman, Amanda Knight - Harry Potter és a Tűz Serlege - Dave Elsey, Lou Elsey, Nikki Gooley - Star Wars III. rész – A Sith-ek bosszúja - Richard Taylor, Gino Acevedo, Dominie Till, Peter Swords King - King Kong |
| Legjobb filmzene | Legjobb különleges effektek |
| - John Williams - Star Wars III. rész – A Sith-ek bosszúja - Világok harca - Patrick Doyle - Harry Potter és a Tűz Serlege - Danny Elfman - Charlie és a csokigyár - John Ottman - Durr, durr és csók - Hans Zimmer, James Newton Howard - Batman: Kezdődik! | - Joe Letteri, Richard Taylor, Christian Rivers, Brian Van't Hul - King Kong - John Knoll, Roger Guyett, Rob Coleman, Brian Gernand - Star Wars III. rész – A Sith-ek bosszúja - Jim Mitchell, Tim Alexander, Tim Webber, John Richardson - Harry Potter és a Tűz Serlege - Dennis Muren, Pablo Helman, Randal M. Dutra, Daniel Sudick - Világok harca - Janek Sirrs, Dan Glass, Chris Corbould, Paul J. Franklin - Batman: Kezdődik! - Dean Wright, Bill Westenhofer, Jim Berney, Scott Farrar - Narnia Krónikái: Az oroszlán, a boszorkány és a ruhásszekrény |

### Televízió

#### Műsorok
| Legjobb televíziós sorozat | Legjobb kábeltelevíziós sorozat |
| --- | --- |
| - Lost – Eltűntek (ABC) - Rejtélyek városa (ABC) - A szökés (Fox) - Smallville (The WB) - Odaát (The WB) - A mélység fantomja (NBC) - Veronica Mars (UPN)                                                                | - Csillagközi romboló (SyFy) - A főnök (TNT) - 4400 (USA Network) - Kés/Alatt (FX) - Csillagkapu: Atlantisz (SyFy) - Csillagkapu (SyFy) |
| Legjobb televíziós műsor | |
| - A horror mesterei (Showtime) (döntetlen) - A Bermuda-háromszög rejtélye (SyFy) (döntetlen) - Szupervihar 2: Ha eljön a világvége (CBS) - Into the West (TNT) - A rejtelmes sziget (Hallmark Channel) - Jelenések (NBC) | |

#### Színészek
| Legjobb televíziós színész | Legjobb televíziós színésznő |
| --- | --- |
| - Matthew Fox - Lost – Eltűntek (ABC) (Jack Shephard) - Ben Browder - Csillagkapu (SyFy) (Cameron Mitchell) - William Fichtner - Rejtélyek városa (ABC) (Tom Underlay) - Julian McMahon - Kés/Alatt (FX) (Christian Troy) - Wentworth Miller - A szökés (Fox) (Michael Scofield) - Tom Welling - Smallville (The WB) (Clark Kent)                             | - Kristen Bell - Veronica Mars (UPN) (Veronica Mars) - Patricia Arquette - A médium (NBC) (Allison DuBois) - Jennifer Garner - Alias (ABC) (Sydney Bristow) - Jennifer Love Hewitt - Szellemekkel suttogó (CBS) (Melinda Gordon) - Kristin Kreuk - Smallville (The WB) (Lana Lang) - Evangeline Lilly - Lost – Eltűntek (ABC) (Kate Austen)                        |
| Legjobb televíziós férfi mellékszereplő | Legjobb televíziós női mellékszereplő |
| - James Callis - Csillagközi romboló (SyFy) (Gaius Baltar) - Adewale Akinnuoye-Agbaje - Lost – Eltűntek (ABC) (Mr. Eko) - Jamie Bamber - Csillagközi romboló (SyFy) (Lee Adama) - Sam Neill - A Bermuda-háromszög rejtélye (SyFy) (Eric Benerall) - Terry O’Quinn - Lost – Eltűntek (ABC) (John Locke) - Michael Rosenbaum - Smallville (The WB) (Lex Luthor) | - Katee Sackhoff - Csillagközi romboló (SyFy) (Kara Thrace) - Catherine Bell - A Bermuda-háromszög rejtélye (SyFy) (Emily Patterson) - Claudia Black - Csillagkapu (SyFy) (Vala Mal Doran) - Erica Durance - Smallville (The WB) (Lois Lane) - Allison Mack - Smallville (The WB) (Chloe Sullivan) - Michelle Rodriguez - Lost – Eltűntek (ABC) (Ana Lucía Cortez) |

### DVD
| Legjobb DVD | Legjobb speciális kiadású DVD |
| --- | --- |
| - Ray Harryhausen: The Early Years Collection - Bionicle 3. – Árnyak hálójában - Kísértetek éjszakája - Kocka 3. - Halálos hétvége - Gyűrű - A rajongók ura | - Sin City: Recut, Extended, Unrated - Donnie Darko - Egy makulátlan elme örök ragyogása - A Hihetetlen család - Lemony Snicket: A balszerencse áradása - Fűrész                                                                 |
| Legjobb klasszikus film DVD | Legjobb DVD gyűjtemény |
| - Óz, a csodák csodája: Three-Disc 65th Anniversary Collector's Edition - Ben Hur: Four-Disc 45th Anniversary Collector's Edition - A légy: Two-Disc Collector's Edition - Gladiátor: Three-Disc Extended Edition - King Kong: Two-Disc Special Edition - Titanic: Three-Disc Special Collector's Edition | - A Lugosi Béla gyűjtemény - Batman: A mozgókép antológia - The Hammer Horror Series - The Harold Lloyd Comedy Collection Vol. 1-3 - Mystery Science Theater 3000 Vol. 7 & 8 - A Val Lewton gyűjtemény                           |
| Legjobb televíziós műsor DVD | Legjobb retro televíziós műsor DVD |
| - Lost – Eltűntek: 1. évad - Csillagközi romboló: 1-2.0. évad - Frankenstein - Doktor House: 1. évad - Smallville: 4.évad - Star Trek: Enterprise - A teljes sorozat | - The Greatest American Hero: A teljes sorozat - Űrbalekok: 1-2. évad - Adventures of Superman: Season 1 - Alfred Hitchcock bemutatja: 1. évad - Kolchak: The Night Stalker - A teljes sorozat - A simlis és a szende: 1-2. évad |

### Különdíj
- George Pal Memorial Award: Ray Harryhausen
- Filmmaker's Showcase Award: Shane Black
- Rising Star Award: Brandon Routh

## Fordítás
- Ez a szócikk részben vagy egészben  a(z)   32nd Saturn Awards című angol Wikipédia-szócikk fordításán alapul.  Az eredeti cikk szerkesztőit annak laptörténete sorolja fel. Ez a jelzés csupán a megfogalmazás eredetét és a szerzői jogokat jelzi, nem szolgál a cikkben szereplő információk forrásmegjelöléseként.